# Folioceros fuciformis
Folioceros fuciformis är en skidmossaart som först beskrevs av Mont., och fick sitt nu gällande namn av D.C.Bharadwaj. Folioceros fuciformis ingår i släktet Folioceros och familjen skidmossor. Inga underarter finns listade i Catalogue of Life.